# Otwin Massing
Otwin Massing (* 3. Mai 1934 in Namborn, Saar; † 5. August 2019) war ein deutscher Politikwissenschaftler und Soziologe, der an der Gottfried Wilhelm Leibniz Universität Hannover lehrte.

## Leben
Massing stammt aus einer saarländischen Hüttenarbeiterfamilie. Nach dem Abitur am Humanistischen Gymnasium St. Wendel studierte er von 1955 bis 1962 Soziologie, Politikwissenschaft, Philosophie und Öffentliches Recht in Saarbrücken (u. a. bei Ralf Dahrendorf) und Frankfurt/Main (u. a. bei Max Horkheimer, Theodor W. Adorno und Carlo Schmid). Das Studium schloss er 1962 in Frankfurt/Main als Diplom-Soziologe ab. Bereits während des Studiums arbeitete er an empirischen Forschungsprojekten des Instituts für Sozialforschung (Frankfurt/Main) mit (u. a. "Student und Politik"). Massing war Stipendiat des Cusanuswerks.
Ab 1961 verwaltete er die Stelle eines Wissenschaftlichen Assistenten an dem von Carlo Schmid geleiteten Institut für Politikwissenschaft der Universität Frankfurt/Main. Seine Promotion zum Dr. phil. erfolgte 1964 mit einer Arbeit über Auguste Comte (Gutachter: Theodor W. Adorno und Jürgen Habermas; die Dissertation wurde unter dem Titel „Fortschritt und Gegenrevolution. Die Gesellschaftslehre Comtes in ihrer sozialen Funktion“, Stuttgart 1966 als Buch veröffentlicht). 1965 bis 1968 war Massing Wissenschaftlicher Assistent am Institut für Politikwissenschaft der Universität Frankfurt/Main, von 1968 bis 1969 Forschungsstipendiat der Deutschen Forschungsgemeinschaft.
1970 übernahm Massing die Position eines Wissenschaftlichen Direktors und Abteilungsleiters für Politische Systemanalyse, 1972 die eines Professors und Direktors am Sozialwissenschaftlichen Institut für Erziehung und Bildung, München (Direktor des Instituts: Thomas Ellwein); zugleich war er Lehrbeauftragter an der Ludwig-Maximilians-Universität München („Zur Konvergenz von Soziologie und Politikwissenschaft“). 1974 nahm er einen Ruf auf einen Lehrstuhl für Wissenschaft von der Politik an dem neu gegründeten Fachbereich Rechtswissenschaften (heute: Juristische Fakultät) der damaligen Technischen Universität (TU) Hannover an (heute: Leibniz Universität Hannover). Im Rahmen der so genannten einstufigen Juristenausbildung wurden hier auch sozialwissenschaftliche Erkenntnisse und Methoden in die juristische Ausbildung integriert. 1976/77 war Massing Prorektor der damaligen TU Hannover, 1977/78 deren Rektor und 1978/79 deren Vizepräsident. 1996/97 amtierte er als Dekan des Fachbereichs Rechtswissenschaften, 1997/98 Prodekan. Seine Emeritierung erfolgte im Jahr 2002.
Über längere Zeit nahm er Leitungsfunktionen in der Deutschen Vereinigung für Politische Wissenschaft wahr (1971: Wissenschaftlicher Beirat; 1972 bis 1979 Vorstandsmitglied, 1975 bis 1977 als stellvertretender Vorsitzender). 1974 bis 1978 war er Redaktionsrat der Politischen Vierteljahresschrift (PVS). Während seiner aktiven Hochschullehrertätigkeit war er Vertrauensdozent der Hans-Böckler-Stiftung. Darüber hinaus engagierte er sich in zahlreichen wissenschaftlichen und gesellschaftspolitischen Vereinigungen und Initiativen, u. a. im Bensberger Kreis, einer Initiative kritischer Katholiken.

## Werk und wissenschaftliche Arbeitsschwerpunkte
Massings Leben und sein wissenschaftliches Werk sind durch ein breites Interessenspektrum jenseits der wissenschaftlichen Disziplinenstruktur geprägt. Neben der Soziologie, der Politikwissenschaft und dem Öffentlichen Recht, seinen Studienfächern, richten sich seine inter- und transdisziplinären Interessen auf zahlreiche weitere Disziplinen, insbesondere auf die Religionssoziologie, Ökonomie und Psychologie.
Nicht zufällig prägen daher Fragen in den Grenzbereichen zwischen diesen Fächern sein wissenschaftliches Werk. In den 1960er Jahren zählte er zu den ersten Politikwissenschaftlern und Soziologen, die sich aus einer kritisch-sozialwissenschaftlichen Perspektive mit der Verfassungsgerichtsbarkeit beschäftigten. Während seiner Lehrtätigkeit in der Juristenausbildung baute er diesen Interessenschwerpunkt weiter aus. Zahlreiche Publikationen zu Grundsatzfragen der Verfassungsgerichtsbarkeit in Deutschland und zu einzelnen Entscheidungen des Bundesverfassungsgerichts sind das Ergebnis dieser langjährigen Arbeit. In den 1990er Jahren weitete er sein Interesse auf die Rolle des Europäischen Gerichtshofs bei der europäischen Integration aus.
Regelmäßig befasste er sich mit Fragen der Politischen Theorie und der Politischen Soziologie, die sich in zahlreichen Veröffentlichungen zu Themen wie Herrschaft oder Souveränität widerspiegeln. Arbeiten zu Grenzfragen zwischen Gesellschaftspolitik, Theologie und Religion sind ein weiterer prägender Bestandteil seines wissenschaftlichen Werks. Curriculumtheoretische und militärsoziologische Arbeiten bilden einen weiteren Schwerpunkt.
Trotz seiner gesellschafts- und herrschaftskritischen Grundorientierung und seiner Sozialisation im Umfeld der Kritischen Theorie Frankfurter Prägung zählte Massing nicht zu den dogmatischen Vertretern bestimmter theoretischer Positionen. Kritik war für ihn wissenschaftliche Methode, geprägt durch den Anspruch, auch die Prämissen von Prämissen zu hinterfragen und sich nicht mit einfachen Antworten oder dem Hinweis auf gesellschaftliche oder politische Sachzwänge und Notwendigkeiten zufriedenzugeben.

## Buchveröffentlichungen
- Fortschritt und Gegenrevolution. Die Gesellschaftslehre Comtes in ihrer sozialen Funktion. (= Frankfurter Studien zur Wissenschaft von der Politik; Band III), Stuttgart 1966.
- Anagogische Modelle, mit sechs orig. Serigrafien von Wolfgang Rost, limitierte Auflage, Verlag Studio-Grafik, Koblenz 1967.
- Adorno und die Folgen. Über das „hermetische Prinzip“ der Kritischen Theorie. Neuwied-Berlin 1970.
- Politische Soziologie. Paradigmata einer kritischen Politikwissenschaft. (= edition suhrkamp; Nr. 724), Frankfurt am Main 1974.
- Reform im Widerspruch. Bundeswehr- und Hochschulausbildung: Wer reformiert wen? Modelle – Konzepte – Erfahrungen. Gießen 1976.
- Von der Volkszählungsbewegung zur Verrechtlichung. (= HiMoN, Forschungsschwerpunkt Historische Mobilität und Normenwandel. Herausgegeben von Rüdiger Voigt, Nr. 60/85), Siegen 1985.
- Verflixte Verhältnisse. Über soziale Umwelten des Menschen. Opladen 1987.
- Vom Umgang mit der Französischen Revolution. Ist ein Mythos anschlussfähig? (= HiMoN, Forschungsschwerpunkt Historische Mobilität und Normenwandel. Herausgegeben von Rüdiger Voigt, Nr. 133/89), (= Arbeitsmaterialien zur vergleichenden Kulturforschung; Heft 12), Siegen 1989.
- QUISQUILIEN und andere Versatzstücke, mit Zeichnungen von Otto Robeck, Freiburg i. Br. 1992.
- Von der oktroyierten zur revidierten Verfassung. Verfassungsgeschichte als Gesellschaftsgeschichte. (= IfS-Nachrichten: Diskussions-Papiere des Instituts für Staatswissenschaften. Herausgegeben von Rüdiger Voigt, Nr. 17. Thema Verfassungsgeschichte), Neubiberg 2000.
- Gründungsmythen und politische Rituale. Eine Kritik ihrer Überhöhung und Verfälschung. Baden-Baden 2000.
- Politik als Recht – Recht als Politik. Studien zu einer Theorie der Verfassungsgerichtsbarkeit. Baden-Baden 2005.
- Kirchengebundene Religiosität und säkulare Gesellschaft – Studien zu ihrer politischen Psychologie. München 2008.

Außerdem veröffentlichte Massing zahlreiche Aufsätze in Büchern und Zeitschriften (vollständige Liste: s. Weblinks).

## Festschriften/Otwin Massing gewidmete Werke
- Peter Nahamowitz/Stefan Breuer (Hrsg.), Politik – Verfassung – Gesellschaft. Traditionslinien und Entwicklungsperspektiven. Otwin Massing zum 60. Geburtstag, Baden-Baden 1995 mit Beiträgen von Klaus von Beyme, Thomas Blanke, Stefan Breuer, Rolf Ebbighausen, Walter Euchner, Götz Frank, Michael Th. Greven, Jörg-Detlef Kühne, Claus Leggewie, Ingeborg Maus, Peter Nahamowitz, Wolf-Dieter Narr, Joachim Nocke, Joachim Perels, Wilfried Röhrich, Hans-Peter Schneider, Hinrich Seidel, Jürgen Seifert, Rainer Wolf, Rüdiger Voigt und Wolfgang Zapf
- Hartmut Aden (Hrsg.), Herrschaftstheorien und Herrschaftsphänomene, Wiesbaden 2004, Otwin Massing zum 70. Geburtstag gewidmet; mit Beiträgen von Joachim Beerhorst, Stefan Breuer, Ulrich Ehricke, Christiane Lemke, Hans J. Lietzmann, Otwin Massing, Peter Nahamowitz, Wolf-Dieter Narr, Wilfried Röhrich, Bernd Röttger, Rainer Wolf, Rüdiger Voigt und Hartmut Aden